# Pandectes belges

Les Pandectes belges, sous-titré Répertoire général de législation, de doctrine et de jurisprudence belges, est l'appellation d'une série de recueils concernant la jurisprudence belge, rédigés en français.
Le titre est une référence aux Pandectes romains, et plus précisément au second recueil, le Digeste.

## Histoire
L'avocat bruxellois Edmond Picard est à la base des Pandectes belges, un travail collectif publié entre 1878 et 1933 et qui se compose de 151 parties et compte plus de 7000 mots-clés alphabétiques.